# Zdzisław Franciszek Piłatowicz

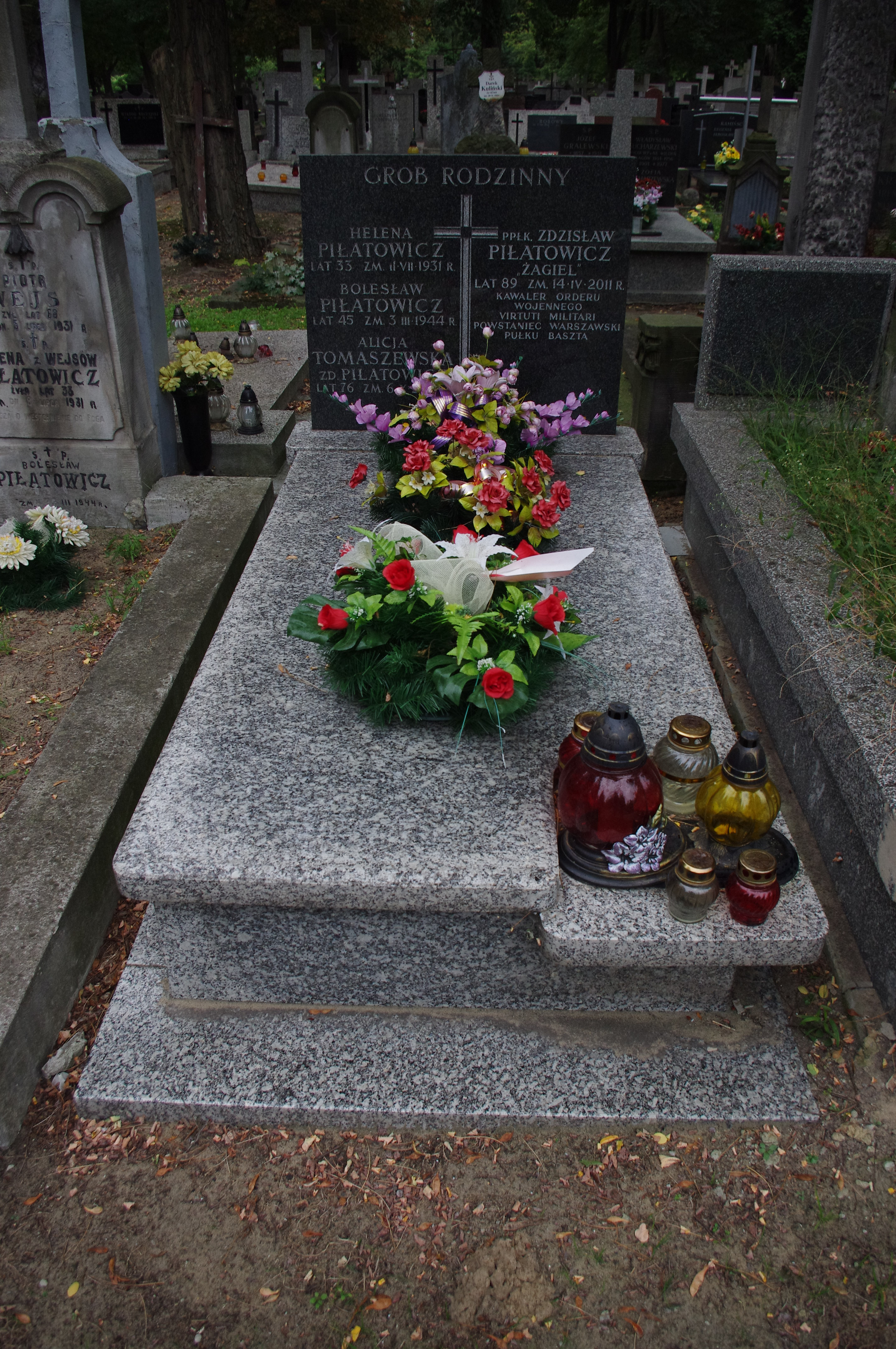
Grób Zdzisława Franciszka Piłatowicza na cmentarzu Bródnowskim w Warszawie

Zdzisław Franciszek Piłatowicz ps. „Żagiel” (ur. 24 sierpnia 1921 w Warszawie, zm. 14 kwietnia 2011) – polski działacz kombatancki, major WP w stanie spoczynku, prezes Klubu Kawalerów Orderu Wojennego Virtuti Militari, wiceprezes Środowiska Żołnierzy Pułku AK „Baszta”.

## Życiorys
Urodził się na Starym Mieście w rodzinie Bolesława i Heleny z d. Wejs. Absolwent szkoły średniej. Odbył szkolenia przysposobienia wojskowego i ćwiczenia na poligonie w Lidzbarku Welskim (1937-1939).  
Od maja 1942 żołnierz Armii Krajowej, przydzielony do sekcji „Ż” skąd wziął swój pseudonim w szkole podoficerskiej. Zajmował się werbunkiem nowych żołnierzy i pracował jako inspektor. Był dowódcą utworzonej przez siebie sekcji „O”, pełnił też funkcję rusznikarza w kompanii B-3. Uczestnik powstania warszawskiego, gdzie był początkowo zastępcą, a następnie dowódcą IV plutonu kompanii szturmowej B-3, pułku AK „Baszta” na Mokotowie. Brał udział w zdobyciu szkoły na Woronicza, ataku na klasztor ss. Nazaretanek, w obronie południowej flanki Mokotowa. Dwukrotnie ranny w ostatnich dniach września 1944 roku. Uniknął umieszczenia w oflagu niemieckim ze względu na odniesione ciężkie rany podczas walki. Do wyzwolenia przebywał w prowizorycznym szpitalu w Milanówku, a następnie w  Grójcu.
Po wojnie pracował w budownictwie i energetyce cieplnej m.in. jako dyrektor techniczny, dyrektor naczelny Stołecznego Przedsiębiorstwa Energetyki Cieplnej, prezes Spółdzielni Mieszkaniowej Śródmieście. Był popularyzatorem historii i tradycji Orderu Wojennego Virtuti Militari. Był współzałożycielem i prezesem Klubu Kawalerów Orderu Wojennego Virtuti Militari.
Pogrzeb miał miejsce 27 kwietnia 2011 roku. Zdzisław Franciszek Piłatowicz spoczął na cmentarzu Bródnowskim (kw. 51F-6-5).

## Odznaczenia
- Krzyż Srebrny Orderu Wojennego Virtuti Militari (rozkaz Dowódcy AK Nr 512 z 2.10.1944 r, numer krzyża 12896)[3][4][5]
- Krzyż Komandorski Orderu Odrodzenia Polski (30.06.2004)[6][4][5]
- Krzyż Kawalerski Orderu Odrodzenia Polski (24.04.1966)[3][4][5]
- Krzyż Walecznych[3][4][5]
- Srebrny Krzyż Zasługi[4][5]
- Brązowy Krzyż Zasługi z Mieczami[4][5]
- Krzyż Armii Krajowej (Londyn, 1967)[3][4]
- Medal Zwycięstwa i Wolności 1945 (1986)[3][4][5]
- Warszawski Krzyż Powstańczy[4][5]